# Giunta di Tugio

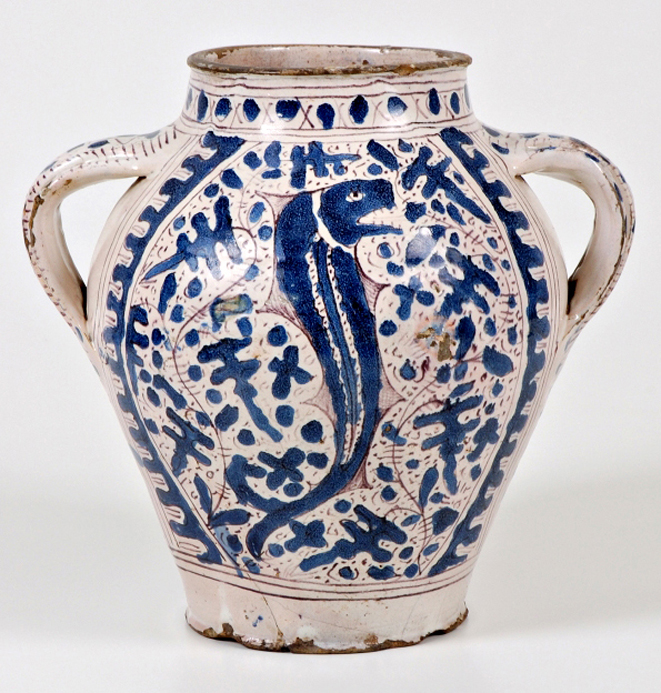

Giunta di Tugio (Firenze, 1382 – Firenze, 1450) è stato un ceramista italiano, uno dei maggiori produttori di maioliche nella Firenze della prima metà del Quattrocento.

## Biografia
Nato probabilmente nel 1382 opera nella bottega del padre Tugio (originario di Bacchereto) ubicata lungo l'attuale via Romana nell'antico popolo di San Piero Gattolino. L'atelier, emerso in seguito a recenti scavi dell'ex Soprintendenza Archeologia della Toscana, era caratterizzato da un'ampia produzione di ceramica smaltata rappresentata dalle ben note classi decorative dell'epoca, ovvero la maiolica arcaica, l'arcaica blu, la zaffera a rilievo e l'italo-moresca. Grazie alla presenza della marca ad asterisco posta sotto l'ansa, al vasaio vengono attribuiti i mirabili orcioli da spezieria decorati proprio nella tecnica a blu rilevato oggi conservati nei maggiori musei italiani ed internazionali. L'identificazione con la manifattura fiorentina, avanzata per primo da Galeazzo Cora nella sua 'Storia della maiolica fiorentina e del contado' del 1973, ha trovato conferma nei risultati dello scavo stratigrafico della fornace e dei suoi annessi.

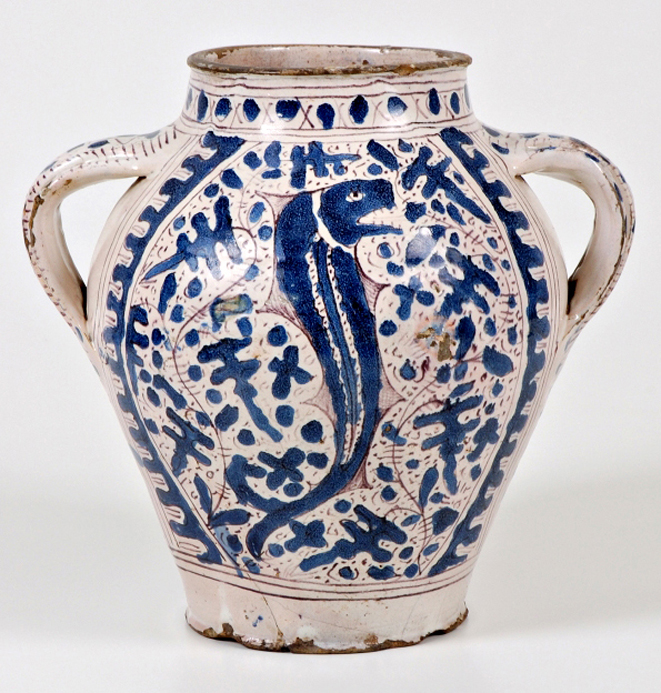
orciolo biansato in zaffera a rilievo. Bottega di Giunta di Tugio. Area fiorentina, prima metà del XV secolo
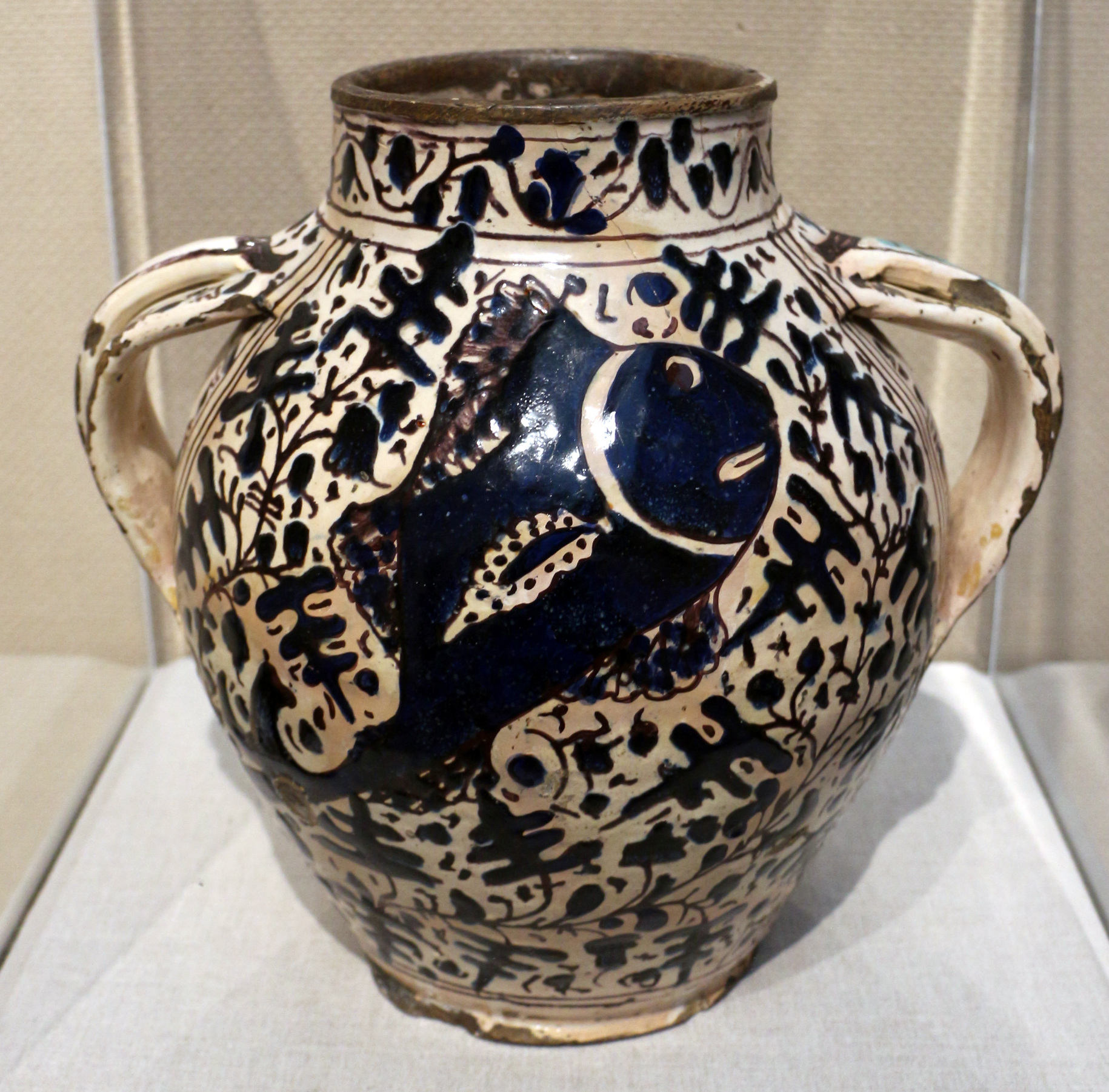
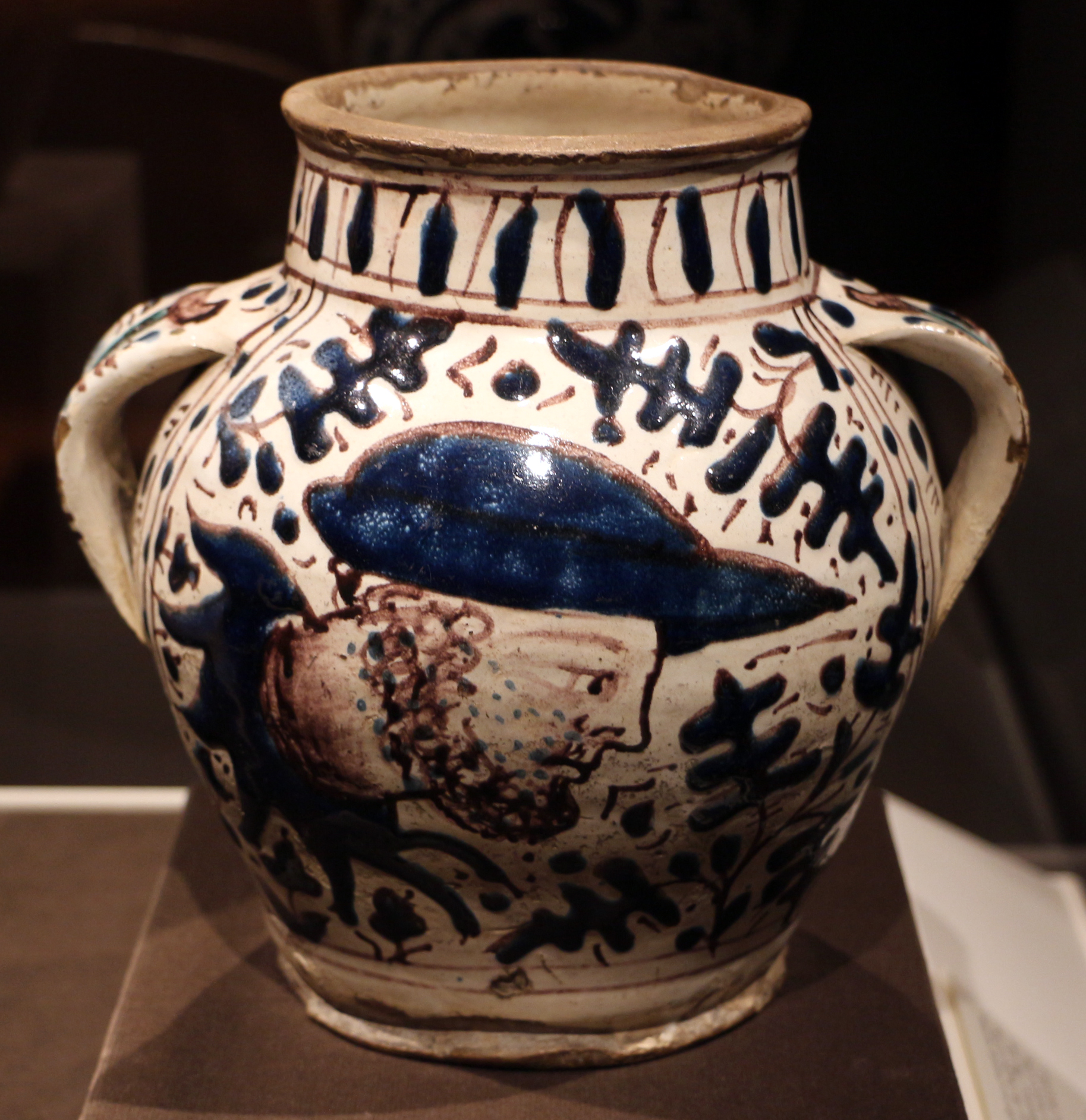
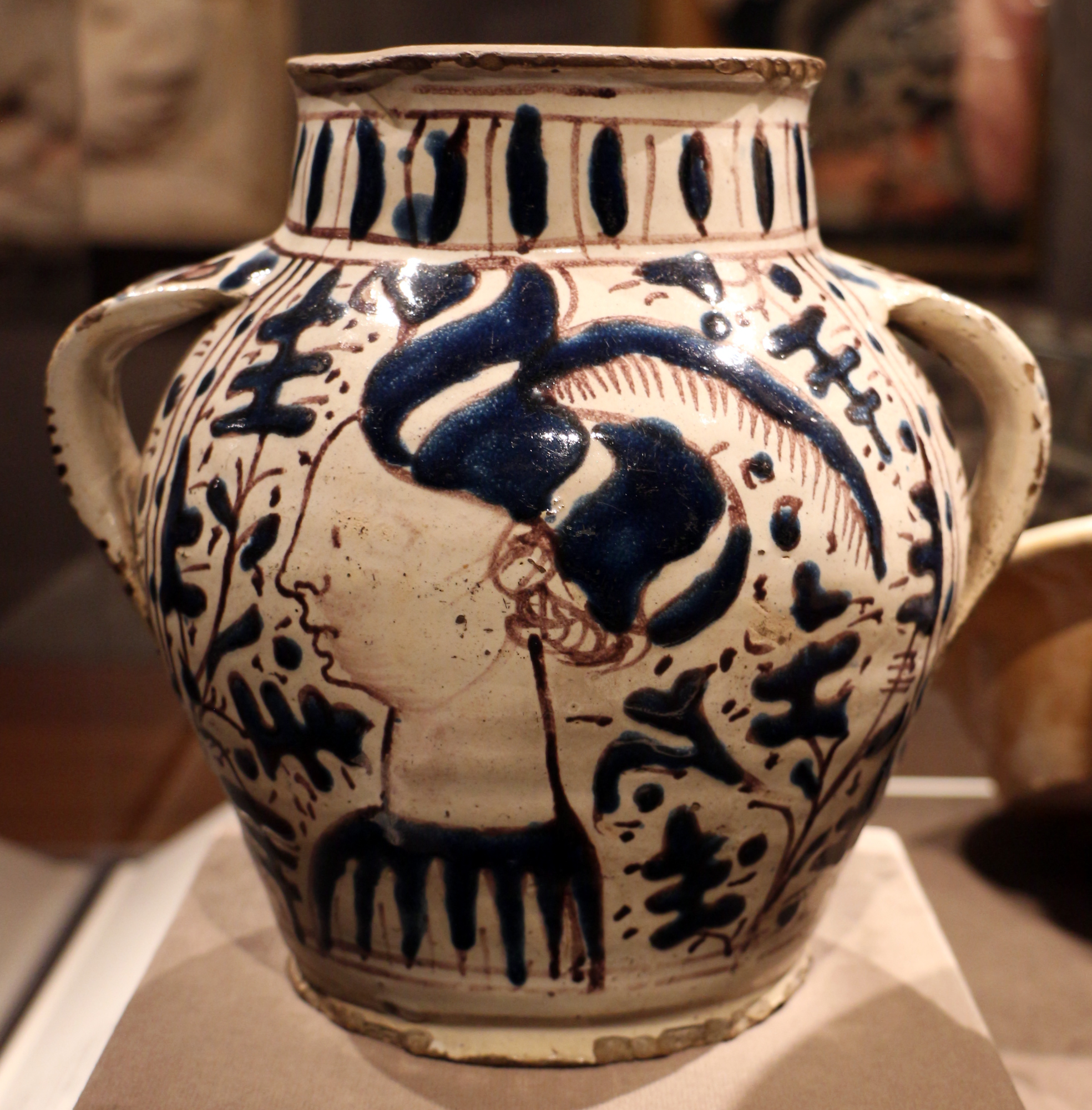
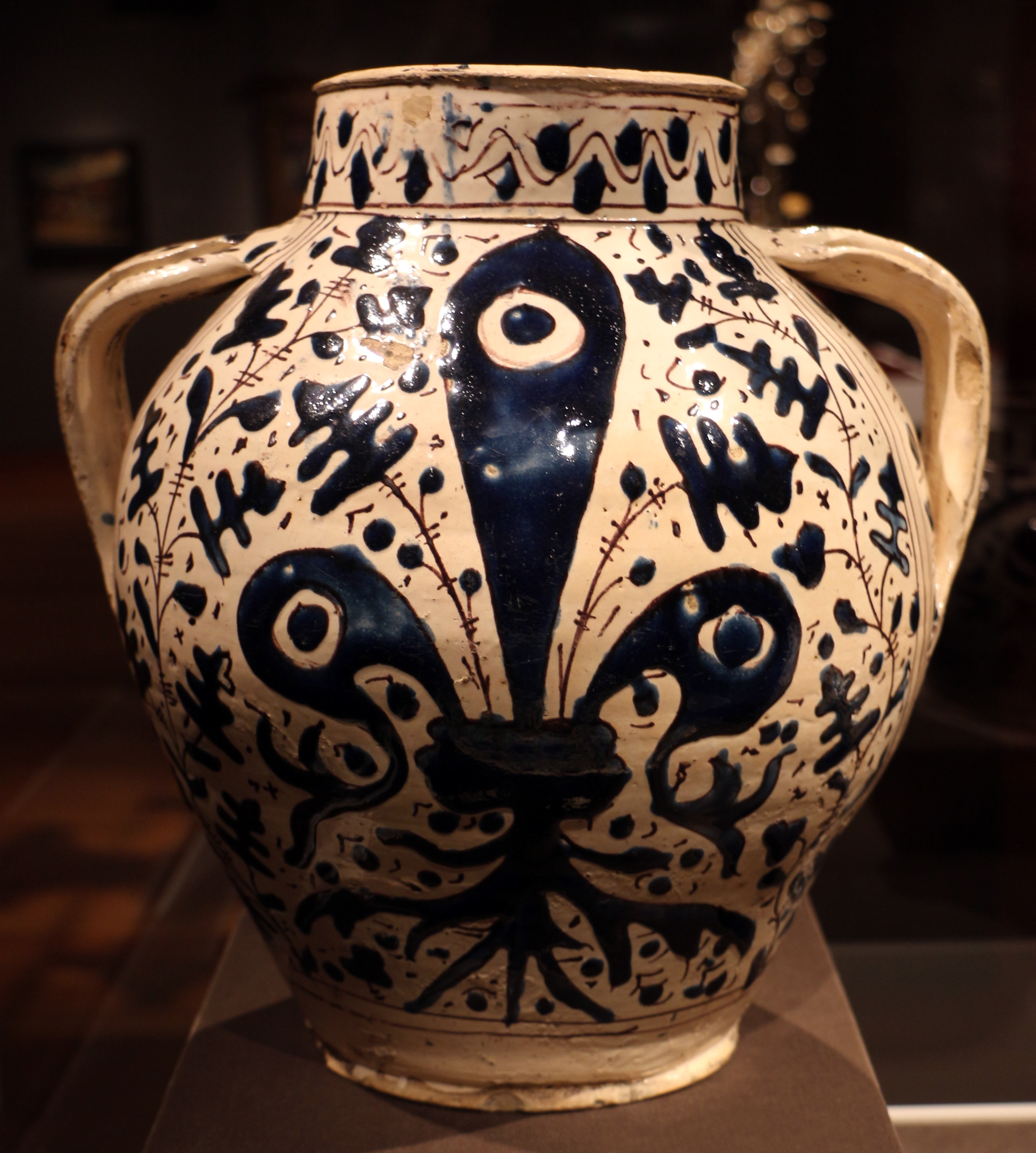
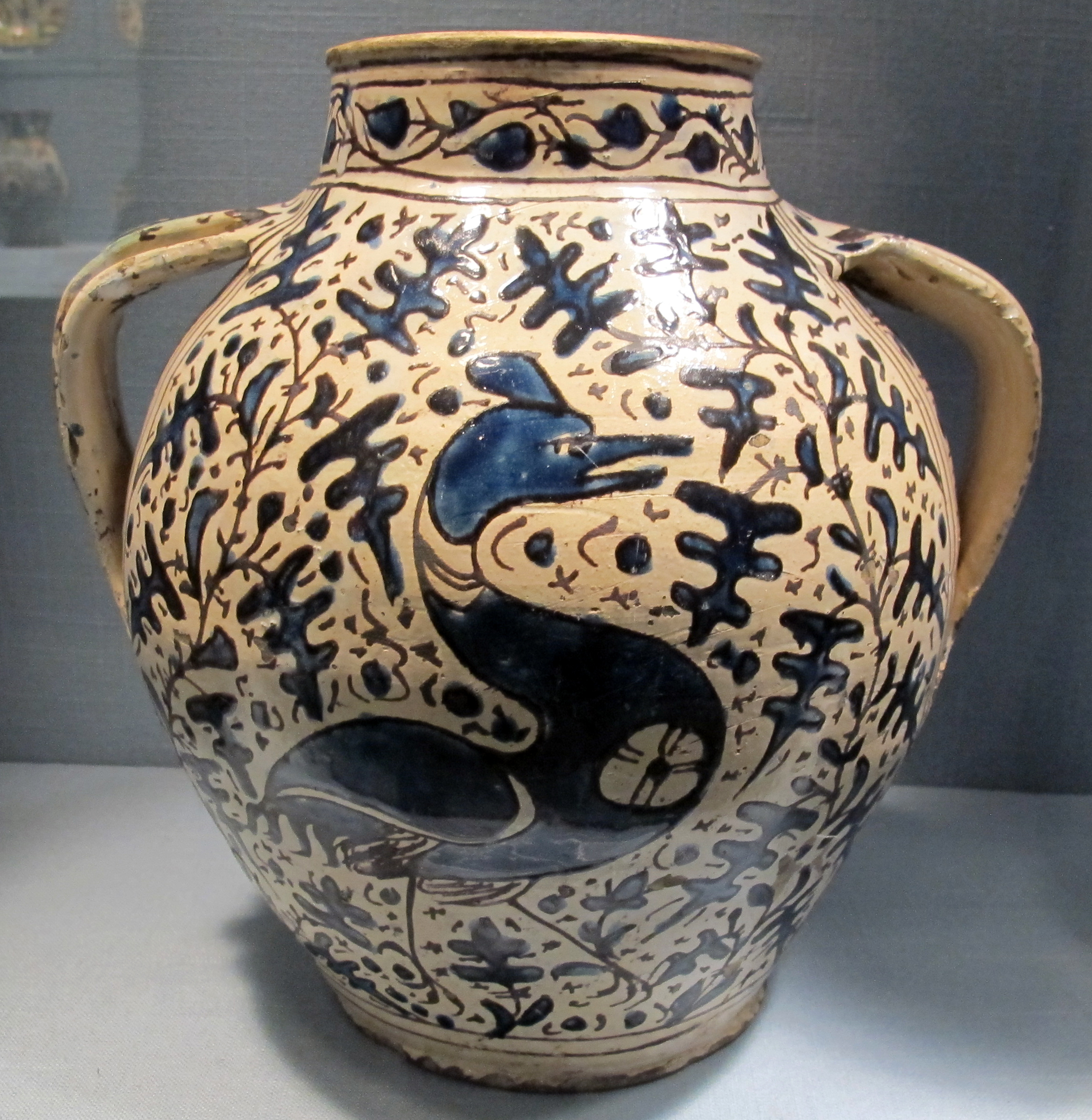